# 黒田一興
黒田 一興（くろだ かずおき）は、江戸時代中期の筑前福岡藩大老。三奈木黒田家の第7代当主。

## 家系
三奈木黒田家は、荒木村重の家臣・加藤重徳の次男で、黒田孝高の養子となった黒田一成に始まる家。知行は1万6205余石で、家老上席、大老を世襲する。5代一利の生母は秋月藩主黒田長興の娘勝子で、以後の子孫は黒田長政の子孫となる。代々和歌や漢詩などに秀でた当主が多い。

## 生涯
元文4年（1739年）5月10日、福岡藩大老黒田一誠の長男として濱屋敷に生まれる。宝暦4年（1754年）5月、父一誠が、藩主黒田継高の寵臣の郡英成と藩政改革を進める家老吉田保年の対立に巻き込まれる形で、継高に隠居を命じられ、代わって家督と知行1万6205石を相続する。通称を「源左衛門」に改める。
宝暦12年（1762年）8月5日死去。享年24。家督は弟の一庸（隆庸）が相続した。

## 参考サイト
- 国学関連人物データベース - 國學院大學デジタル・ミュージアム[リンク切れ]